# Знайомство (фільм)
«Знайомство» — радянський короткометражний художній фільм 1966 року, знятий режисером Веніаміном Васильковським на Кіностудії ім. О. Довженка.

## Сюжет
Добрий і наївний Санька (Савелій Крамаров) приїжджає на будівництво, влаштовується до молодіжного гуртожитку та починає вивчати навколишнє середовище. Перший день закінчується бійкою, перемогою над хуліганами та знайомством із чарівною дівчиною, за яку він заступився.

## У ролях
- Савелій Крамаров — Санька
- Л. Прищепа — рудий хлопець
- Валерія Чайковська — дівчина

## Знімальна група
- Режисер — Веніамін Васильковський
- Сценарист — Веніамін Васильковський
- Оператор — Наум Слуцький
- Художник — Валерій Новаков